# Николоямская улица

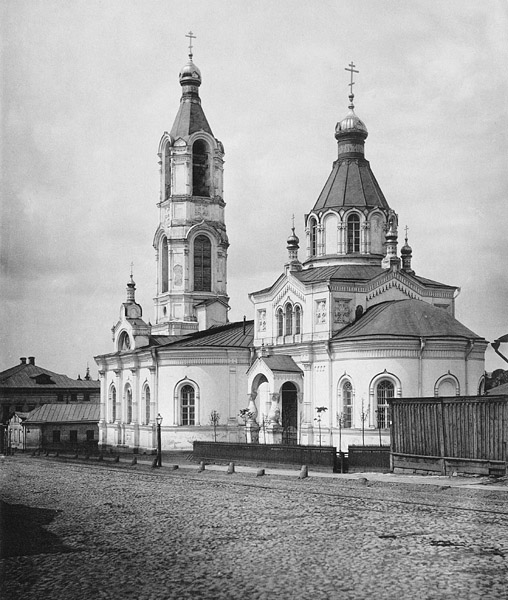
Никольская церковь, 1882 год

Николоямска́я улица (в 1919—1992 годах — Улья́новская у́лица; ранее часть улицы от Яузского моста до Земляного вала именовалось Симео́новской у́лицей, а часть от Земляного вала до Вороньей улицы - Николаевской и Рогожской) — радиальная улица в Таганском районе Центрального административного округа города Москвы. Проходит от Яузской улицы, пересекая Садовое кольцо под Ульяновской эстакадой, до Андроньевской площади. Нумерация домов от Яузской улицы. К улице примыкают: с нечётной (северной) стороны Берников, Лыщиков, Сивяков, Николоямский, Шелапутинский переулки; c чётной (южной) стороны Землянский, Малый Дровяной, Большой Дровяной, Пестовский переулок, Николоямской тупик и улица Станиславского (б. Малая Коммунистическая).

## Происхождение названия
От церкви святителя Николая в Рогожской Ямской слободе — «Николы на Ямах», стоявшей на углу Николоямского переулка на месте нынешнего типового дома № 39. Храм был построен в первой половине XVIII века, снесён в конце 1950-х гг.

## История
Рогожская слобода слобода известна с XVI века. Николоямская улица — часть древней дороги на Владимир (Солянка-Яузская улица-Шоссе Энтузиастов). 26 ноября 1606 года здесь произошло сражение между войсками царя Василия Шуйского и восставшими крестьянами Ивана Болотникова. В конце XVII века в начале улицы, на месте нынешней библиотеки иностранной литературы, стоял Яузский дворец Петра I.
В XVIII—XIX веках Заяузье, в том числе Николоямская улица, развивалось преимущественно как купеческий район. В начале улицы, между Николоямской и Яузской, в 1799 был заложен дворец заводчика И. Р. Баташева (ныне Яузская, или 23-я больница), выходивший фасадом на Яузскую, а садом — на Николоямскую. Тогда же Родионом Казаковым был выстроен храм Симеона Столпника, рухнувший вскоре после постройки и затем восстановленный на деньги Баташевых. Дворец, в сентябре 1812 года занятый штабом Мюрата, пережил пожар 1812 года со значительным ущербом (ремонт обошёлся хозяевам в 300 000 рублей), а все окрестности, включая Симеоновский храм, выгорели дотла. Колоссальное состояние Баташевых через единственную наследницу — Дарью Ивановну, внучку Ивана Родионовича — в 1821 досталось генералу Д. Д. Шепелеву. В 1826 году, во время коронационных торжеств казна наняла усадьбу для главы Британского посольства — герцога Девонширского. Анна Дмитриевна Шепелева (1813—1861) (дочь Дарьи Ивановны и Дмитрия Дмитриевича) вышла замуж за помощника герцога Льва Григорьевича Голицына (1804—1876) и получила её в качестве приданого. После её смерти, в 1876 году, владение было продано за символическую цену городу под Яузскую больницу для чернорабочих.
Петровский дворец в XIX веке перешёл в руки купца-благотворителя Антипы Шелапутина, деда Павла Григорьевича Шелапутина П. Г. Шелапутина, построившего в Москве десятки школ, ремесленных училищ и больниц. В одноимённом Шелапутинском переулке стоит в руинах классическое больничное здание — его постройку в 1889—1890 финансировали не Шелапутины, а Морозовы. Вначале здесь размещалась Морозовская богадельня, в советское время — роддом имени Клары Цеткин. В 1980-е гг. здание было выселено и затянуто маскировочной сеткой. Мэрия города, начиная с 1991 года, безрезультатно издавала предписания о приведении здания в порядок. В сентябре 2004 вышло распоряжение мэра Москвы о передаче здания «Международному фонду защиты от дискриминации, за соблюдение конституционных прав и основных свобод человека», однако по сей день ни ремонта, ни «реконструкции» не начато.

## Примечательные здания и сооружения

### По нечётной стороне

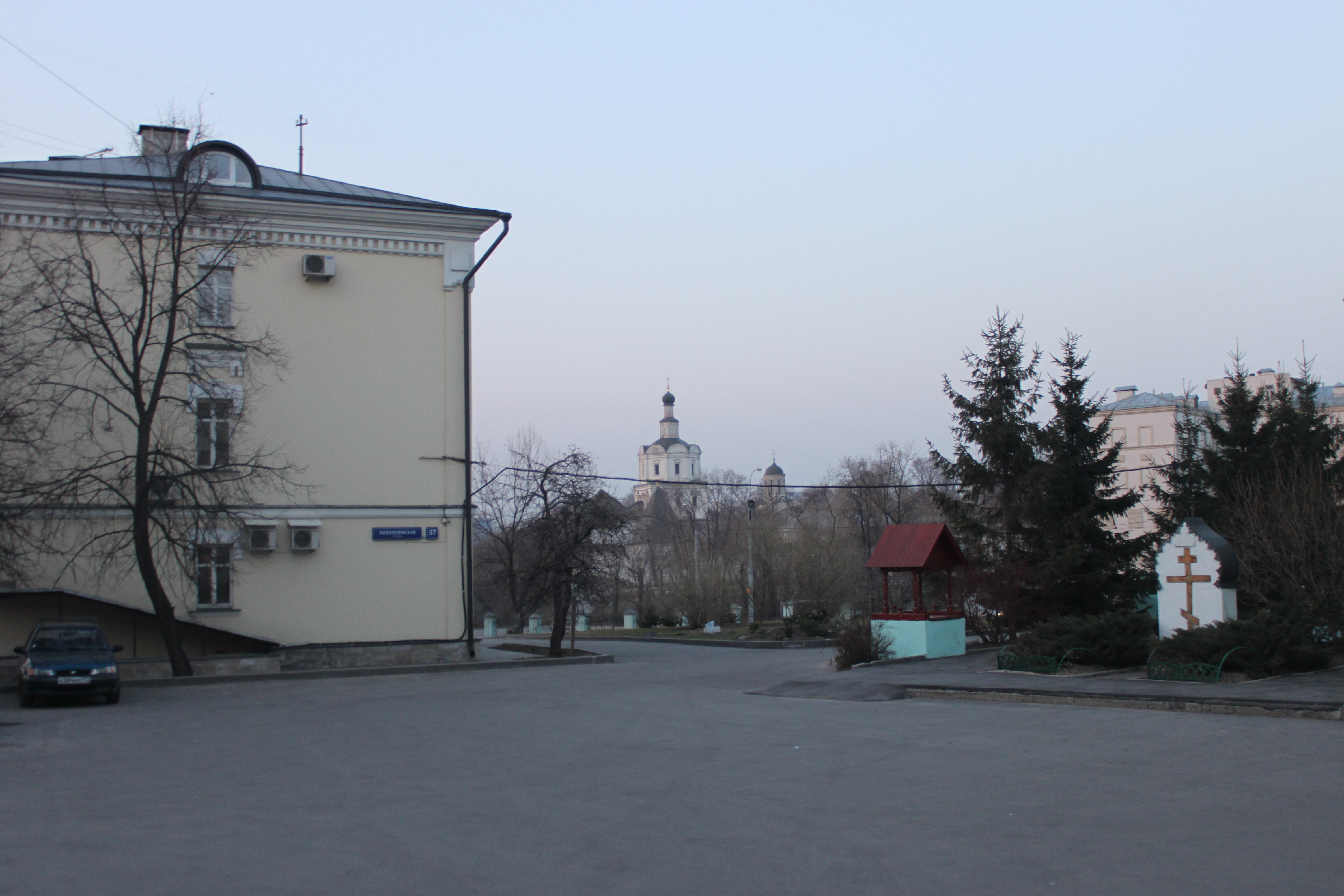
Дом № 57

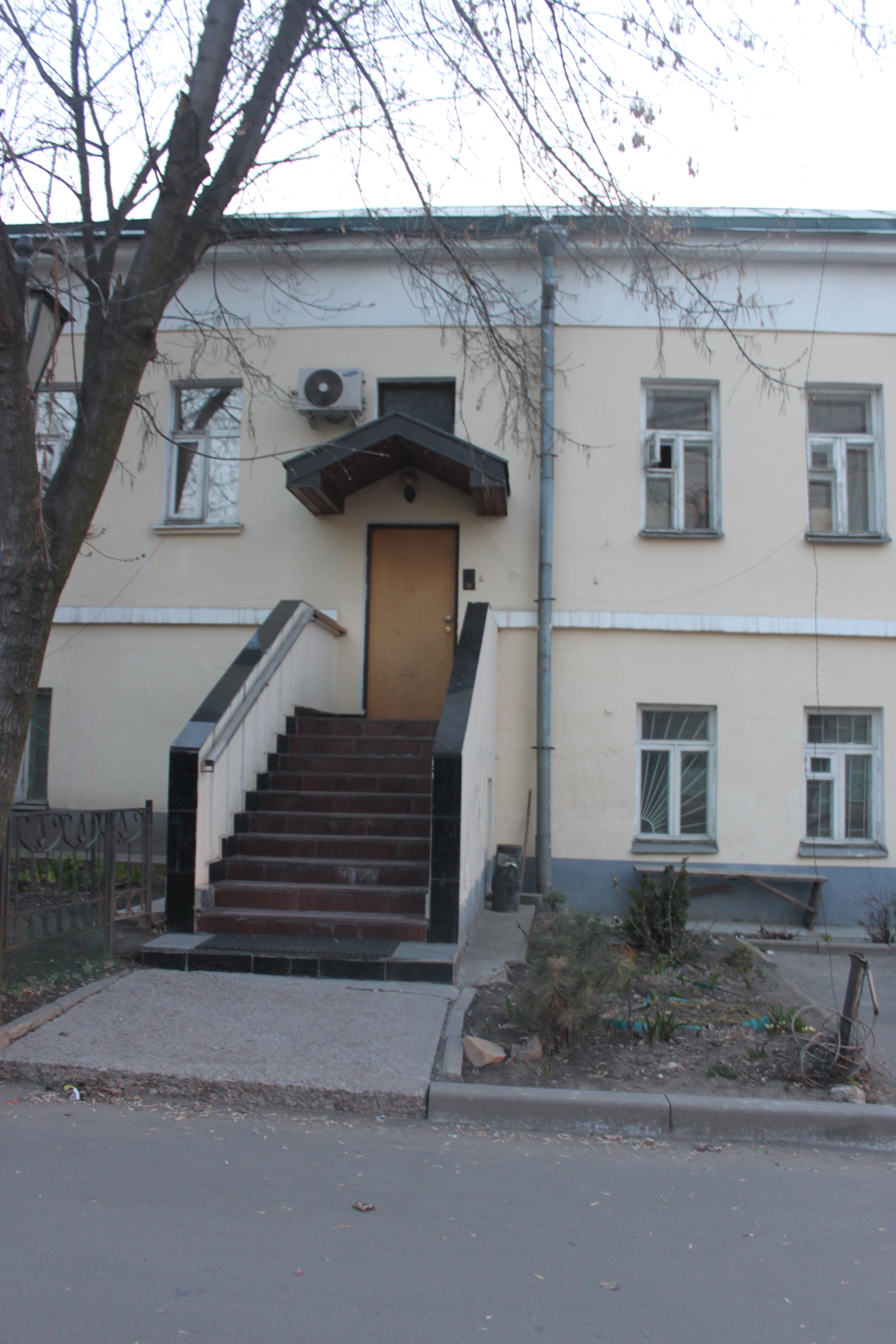
Дом № 49

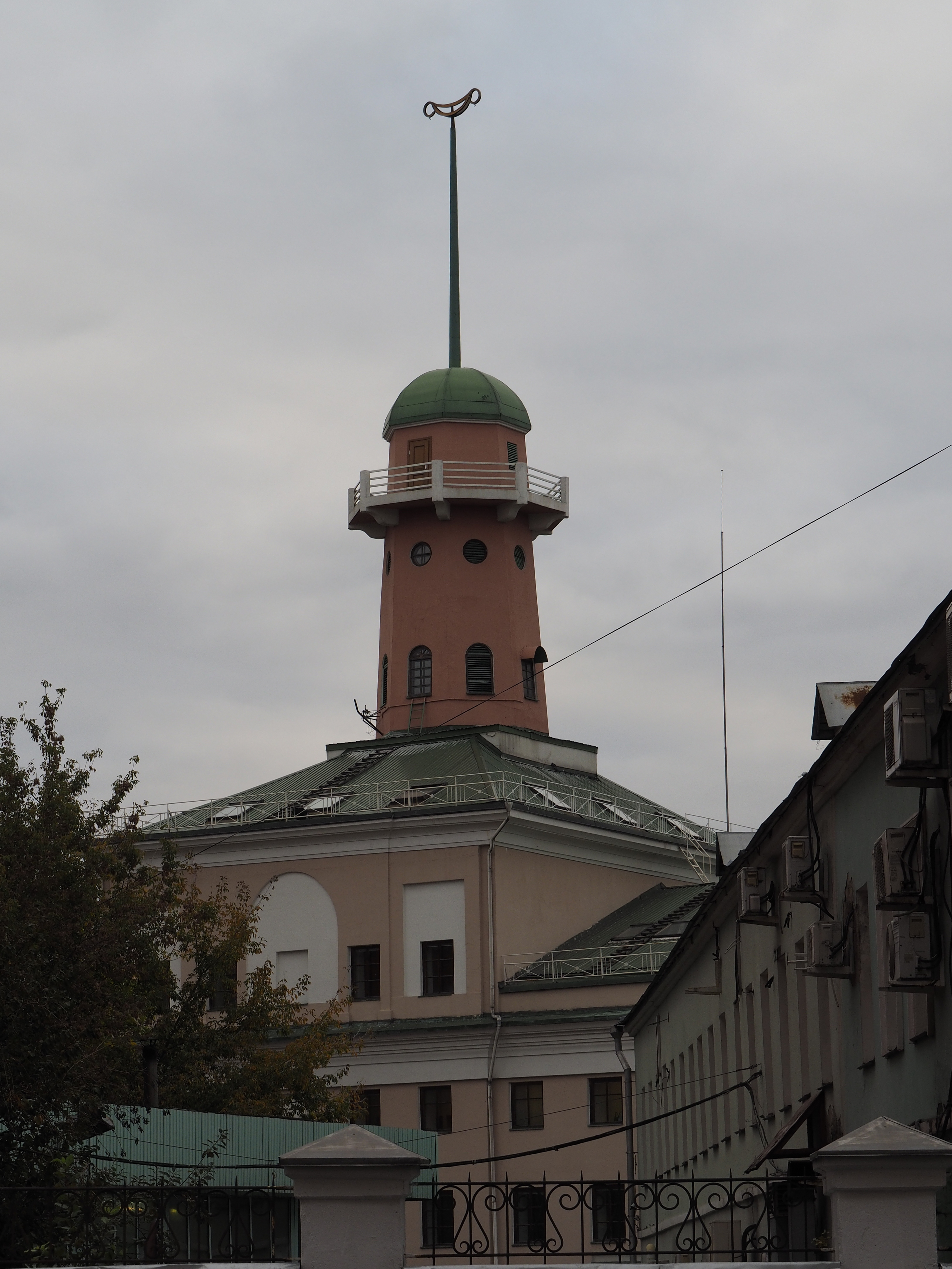
Дом № 54

- № 1 — Библиотека иностранных языков имени М. И. Рудомино. На территории установлен памятник Г. Гейне (копия с оригинала 1897 года А. Фрише[8])
- № 7/8 — ОАО «ОФК БАНК».
- № 11, стр. 1,  памятник архитектуры (вновь выявленный объект) — городская усадьба А. Верещагиной (1803, 1836, 2-я половина XIX века, 1899 — архитектор А. Е. Вебер)[9].
- № 19 — доходный дом Тюляевых (1902, архитектор М. Е. Приёмышев).
- № 19 стр. 3 — дом с верхним бревенчатым этажом (1870). В здании располагается офис Всемирного фонда дикой природы.
- № 21/7 стр. 3 — жилой дом (1900, архитектор В. А. Властов).
- № 33 — Московский медицинский колледж № 7.
- № 43, корп. 4 — жилой дом. Здесь жила актриса Татьяна Окуневская[10].
- № 47,  памятник архитектуры (региональный), объект культурного наследия регионального значения[11][12] — главный дом городской усадьбы Морозовых (конец XVIII — начало XIX века, 1842, 1898). Родовое гнездо знаменитых промышленников Морозовых в Шелапутинском переулке к середине XIX века достигло Николоямской улицы. Сын родоначальника, С. В. Морозова, Абрам Саввич приобрёл владение на углу улицы с переулком и в 1842 году перестроил главный дом, относящийся к концу XVIII века. А. С. Морозову наследовал его сын Давид Абрамович, совладелец Тверской мануфактуры, учредитель Морозовской богадельни в Шелапутинском переулке[13]. Дом давно заброшен, затянут сеткой с нарисованным фасадом. В итоге торгов 2012 года по программе «Рубль за метр» памятник достался на правах аренды ООО «Аверс Брик Плюс»[14]. В 2014 году арендатор оштрафован Мосгорнаследием за затяжку с началом работ. В конце того же года утверждён проект реставрации[15], в 2015 году выдано разрешение на производство работ. Зимой 2016 года на территории памятника зафиксированы и остановлены самовольные земляные работы. В середине февраля 2017 года Мосгорнаследие провело внеплановую документарную проверку, по результатам которой пользователю выдано повторное предписание с требованием провести работы по сохранению памятника[16]. В ноябре 2017 года на общественное обсуждение вынесен Акт государственной историко-культурной экспертизы научно-проектной документации для проведения работ по сохранению ОКН[17]. В процессе проведения работ по реставрации и в результате противоаварийных работ были выявлены архитектурные и конструктивные элементы здания, подлежащие сохранению, что, в свою очередь, потребовало внесения изменений в проект реставрации. В апреле 2018 года в связи с необходимостью корректировки проектной документации (разработчик документации — ООО "Строй Проект «Атов») Акт государственной историко-культурной экспертизы научно-проектной документации по корректировке проекта реставрации (разработчик — ООО "Монтажно-Строительное управление «Маяк») вынесен на общественное обсуждение[18].
- № 49, стр. 1, 2, 3,  памятник архитектуры (федеральный) — усадьба И. К. и Н. К. Вишняковых — Залогиной (1878, 1882, 1900, архитектор М. Ф. Бугровский[19]). Ограда усадьбы возведена в 1891 году по проекту архитектора Н. В. Розова.
- № 49, стр. 4,  памятник архитектуры (федеральный) — палаты Фёдора Птицына, 1754—58 гг. (часть усадьбы Залогиной).
- № 51, стр. 1, 2, 4, 5,  памятник архитектуры (федеральный) — усадьба XVIII века с флигелями (1850-е). В основном здании усадьбы (строение 1) располагается Институт геоэкологии им. Е. М. Сергеева Российской академии наук.
- № 53,  памятник архитектуры (федеральный) — дом XIX века с флигелями.
- № 55,  памятник архитектуры (федеральный) — дом XIX века с флигелями. Во второй половине XVIII века купец 1-й гильдии Семён Прокофьевич Васильев приобрёл соседнюю со своим основным владением (Николоямская, 51) усадьбу. В 1780—1781 годах вместо каменных зданий, стоявших в глубине двора, новый хозяин построил по линии улицы главный дом (ныне Николоямская, 53) и жилой корпус к востоку от него. После 1783 года усадьба перешла внучатому племяннику бездетного Васильева, купцу Петру Яковлевичу Пищальникову. В 1834 году владение разделилось надвое. Восточный корпус, уже расширенный после пожара 1812 года, стал главным домом в усадьбе А. Ф. Солодовщиковой. Надстройка бокового крыла в 1911 году по проекту В. М. Угличинина придала дому асимметрию, свойственную неоампирным особнякам того времени. Лепная декорация фасада утрачена в результате «ремонта» 1990-х годов; интерьеры частично сохранялись. Усадьба является собственностью Российской Федерации, передана в оперативное управление федеральному Агентству по управлению и использованию памятников истории и культуры (АУИПИК). Дом пустует, фасад укрыт баннером, проход на территорию заперт и охраняется. Лишь пилоны ворот заново оштукатурены. В апреле 2017 года Мосгорнаследие направило в адрес АУИПИК акт технического состояния здания, предусматривающий план работ по его сохранению на срок до июля 2020 года. Дом внесён в Красную книгу Архнадзора (электронный каталог объектов недвижимого культурного наследия Москвы, находящихся под угрозой), номинация — запустение[20].
- № 57, стр. 1, 7,  памятник архитектуры (региональный) — дом причта и церковное здание храма Сергия Радонежского в Рогожской слободе (1820-е, 1870-е), объект культурного наследия регионального значения.

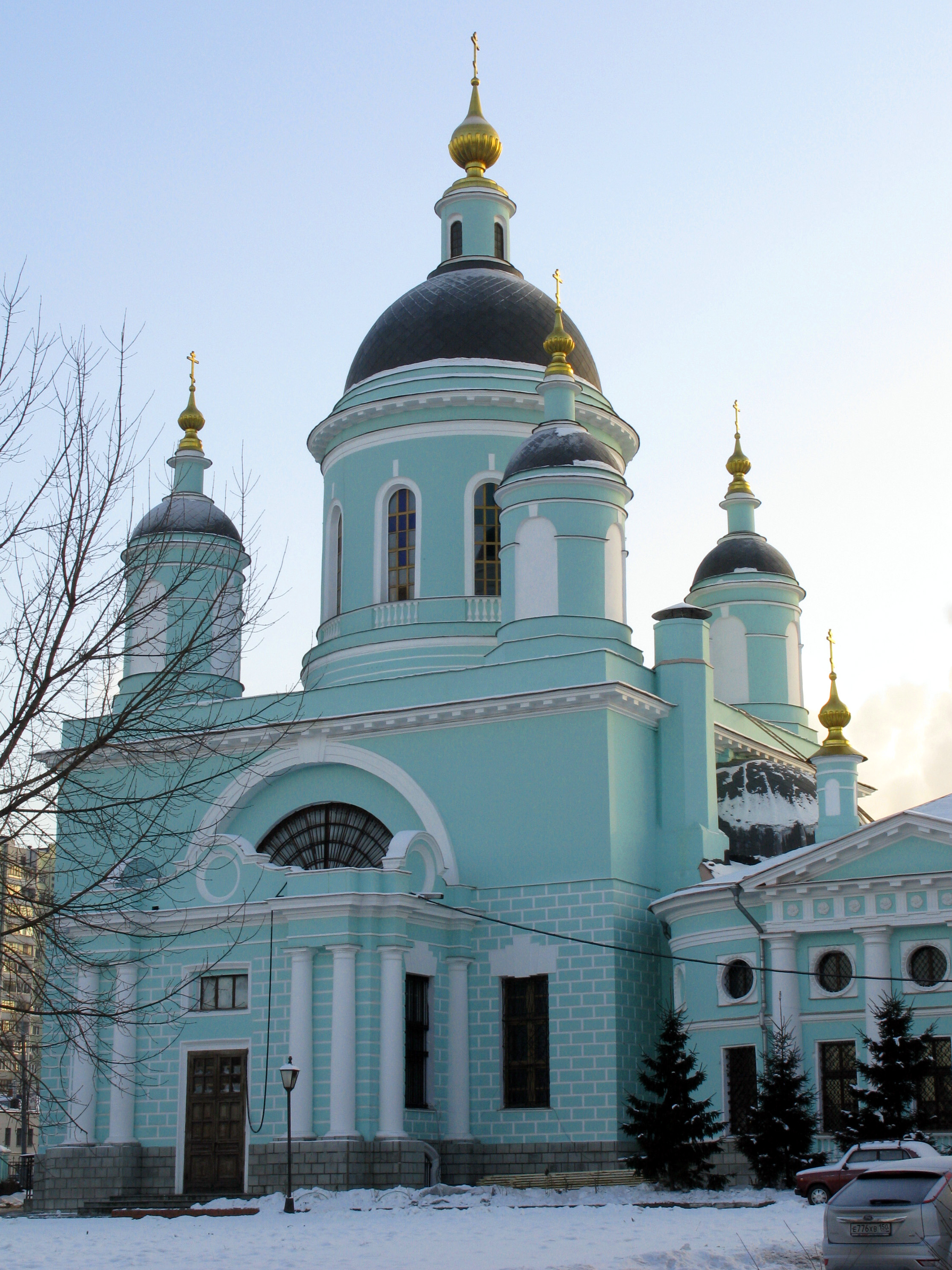
№ 59, Храм Сергия Радонежского (1835, архитектор Ф. М. Шестаков).

- № 59,  памятник архитектуры (федеральный) — Храм Сергия Радонежского в Рогожской слободе. Перестроен в 1835 году архитектором Ф. М. Шестаковым. Отделка Храма осуществлена в 1900 году архитектором И. Т. Барютиным.

В 1985 году здание было отдано Музею древнерусской культуры имени Андрея Рублёва, который начал его реставрацию для последующего размещения там экспозиции икон из своей коллекции, затем, в 1991 году, было передано Русской православной церкви без предоставления компенсации музею.

### По чётной стороне
- Сквер на стрелке Яузской улицы — здесь стоял храм св. Стефана.
- № 4 — дом причта (1891, архитектор Ф. Ф. Воскресенский).
- № 6,  памятник архитектуры (федеральный) — флигели усадьбы Баташева (Яузской больницы), выходящей фасадом на Яузскую улицу.
- № 8 — двухэтажный дом XIX века, посольство Маврикия в России.

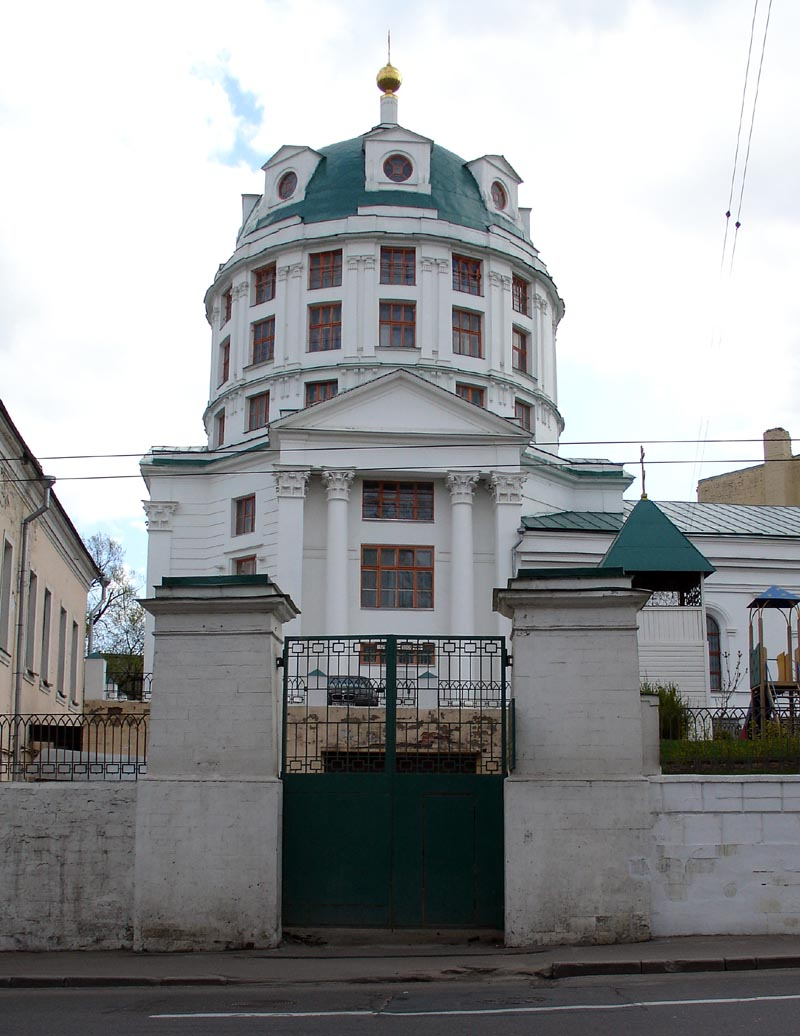
№ 10, храм Симеона Столпника за Яузой (1798, архитектор Р. Р. Казаков).

- № 10 — храм Симеона Столпника за Яузой (1798, архитектор Р. Р. Казаков; перестроена в 1898 году арх. Н. В. Розовым). Иконостас спроектирован в 1837 году архитектором Н. И. Чичаговым.

В 1930-х, после закрытия храма, его главный объём был разделён на 7 этажей, в барабане были прорублены окна. Здесь находились сначала Московский институт повышения квалификации инженерно-технических работников Мосгорисполкома, затем, с 1965 года, — Городской учебный комбинат управления кадров и учебных заведений Мосгорисполкома. В 1995 году в храме возобновились богослужения.
- № 12 — дом причта церкви Симеона Столпника за Яузой (кон. XVII века (?), 1829—1834, 1902, после 1917).
- № 14 — двухэтажный дом XIX века.
- № 16 — На этом месте до 1976 года стояла городская усадьба 1803—1817 годов постройки. Усадьбы нет, запись в реестре памятников осталась по бюрократическим причинам.
- № 18 — двухэтажный дом XIX века.
- № 20 — двухэтажный дом XIX века. Отсюда и вплоть до Садового кольца идёт зона строгого регулирования застройки.
- № 22, стр. 1,  ЦГФО — доходное владение В. А. Александрова, доходный дом (1890, архитектор Б. В. Фрейденберг).
- № 26, 28 — двухэтажные дома XIX века.
- № 32 — двухэтажный жилой дом XIX (?) века.
- № 36 — городская усадьба XIX века, полностью уничтожена в 2007 году под строительство офисного здания.

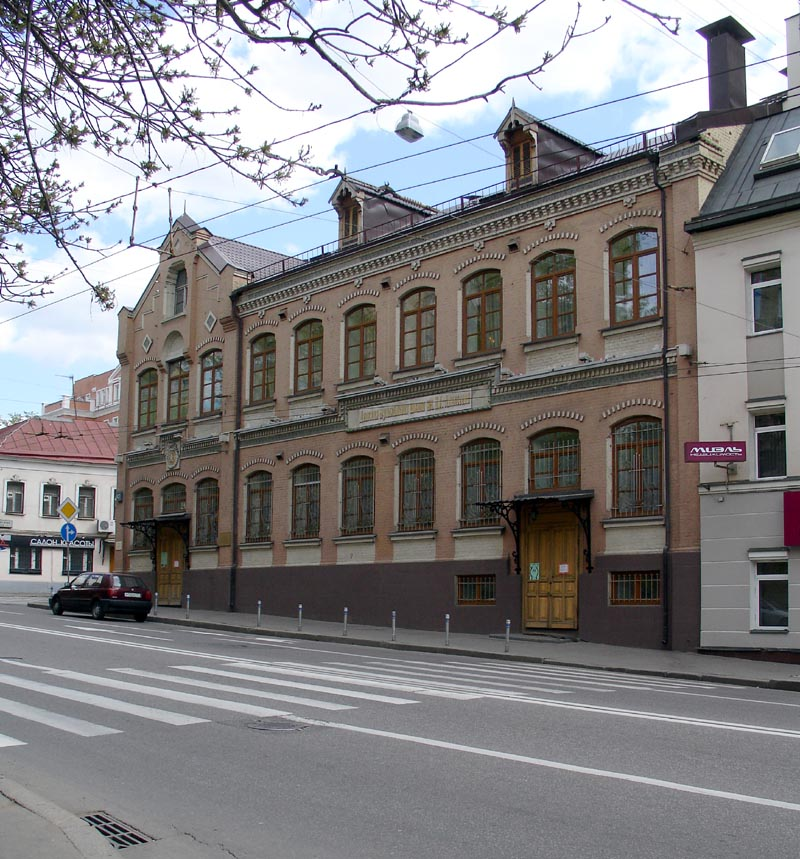
№ 42, 3-е Рогожское городское училище — Музыкальная школа имени Н. А. Алексеева (1883—1884, архитектор Д. Н. Чичагов).

- № 42,  памятник архитектуры (региональный) — здание 3-го Рогожского городского училища (1883—1884, архитектор Д. Н. Чичагов). Построено на средства купца, гласного Московской городской думы Н. А. Алексеева). Ныне — музыкальная школа имени Н. А. Алексеева.
- № 44 — доходный дом (1901, архитектор П. П. Киселёв)
- № 48, стр. 1,  памятник архитектуры (региональный) — городская усадьба В. И. Константиновой (1891, архитектор К. Дуванов).
- № 52, стр. 1,  памятник архитектуры (региональный) — жилой дом купца Н. П. Баулина (в основе палаты XVIII в., начало XIX века, архитектор Н. Д. Струков), объект культурного наследия регионального значения[21].В конце века дом перестраивал архитектор Н. Д. Струков, в результате чего появился длинный фасад с небольшим фигурным фронтоном посередине. В то время (с 1860-х годов) дом принадлежал купцу Н. П. Баулину, в глубине владения работала фабрика платков Товарищества «Н. П. Баулина с сыновьями». В начале XX века новый владелец В. И. Айзенштейн перепрофилировал фабрику для производства шелковой мебельной ткани[22]. Дом не использовался около 15 лет, разрушался. Противоаварийные работы проводились в 2006—2008 годах, но прекратились из-за отсутствия у арендатора документов на аренду земли под частью здания. Несколько лет назад Мосгорнаследие изъяло дом у пользователя. В итоге торгов по программе «Рубль за метр» здание в 2012 году арендовано ООО «Ирбис»[23]. Только в июле 2015 года выдано разрешение на проведение реставрационных работ. В декабре 2016 года был согласован акт ГИКЭ проектной документации по корректировке проекта приспособления, изменивший воссоздаваемые мощные пилоны ворот и калитки на легкие металлические столбы с сохранением исторических мотивов и перепланировку в технических зонах[24]. В начале 2017 года реставрация завершена[25]. В начале 2018 года приказом Департамента культурного наследия города Москвы утверждено охранное обязательство собственника или иного законного владельца ОКН[26].
- № 54, стр. 1 и 2,  памятник архитектуры (региональный) — Рогожская полицейская часть (до 1819 — городская усадьба). В основе восстановленного здания — руины XVIII века — в 1990-е годы была проведена реконструкция утраченной каланчи.
- № 60/29 — Храм Святителя Алексия в Рогожской слободе (1748—1751, архитектор Д. В. Ухтомский[27]).

## Транспорт
- Автобусы т53, н4.